# Bordatius tingitanus
Bordatius tingitanus är en skalbaggsart som beskrevs av Riccardo Pittino och Mario Mariani 1986. Bordatius tingitanus ingår i släktet Bordatius och familjen Aphodiidae. Inga underarter finns listade.